# Exportorientiertes Wachstum
Exportorientiertes Wachstum (auch exportlastiges Wachstum; eng. export based growth) ist gekennzeichnet durch eine Ausweitung der Produktion innerhalb einer Volkswirtschaft. Diese verschiebt sich überproportional zu Gunsten des Exportgutes, im Vergleich zum Importgut, bei gegebenem Preisverhältnis. Weiterhin ist das exportorientierte Wachstum das Gegenstück zum importorientierten Wachstum.

## Alternative Definition
Exportorientiertes Wachstum ist ein „Wachstum, bei dem sich die Produktionskapazitäten der Volkswirtschaft für ihre ursprünglichen Exportgüter stärker erhöhen als für diejenigen Güter, die mit Importen konkurrieren.“

## Wachstum
Wirtschaftliches Wachstum könnte vorliegend durch:
- unterschiedliche Ressourcen
 (Heckscher-Ohlin-Modell)

oder
- unterschiedliche Arbeitsproduktivität
 (Ricardo-Modell)

entstanden sein.
Dieses wird durch Kapazitätserhöhungen oder Produktivitätssteigerungen widergespiegelt. Kapazitätserhöhungen können in Form von neuen oder auf Grund eines höheren Angebotes an Rohstoffen sowie Investitionen in neue Maschinen vorliegen. Hervorgerufen durch effizientere Produktionsanlagen, Lerneffekte der Mitarbeiter oder neue produktionsbetreffende Innovationen entstehen Produktivitätssteigerungen.
Das Heckscher-Ohlin-Modell und das Ricardo-Modell werden zusammengefasst, da sie über zahlreiche Gemeinsamkeiten verfügen und somit die Wirkungen und Zusammenhänge vom Außenhandel besser erklären.

## Annahmen des Standardmodells des Außenhandels
- Zum besseren Verständnis und zur Vereinfachung werden im Folgenden lediglich zwei Länder und zwei Güter – gemäß dem Ricardo-Modell – betrachtet. Diese beiden Länder stellen die ganze Welt dar und handeln mit ihren Gütern.

- Das relative Angebot der Volkswirtschaft wird durch die Transformationskurve dargestellt und leitet das relative Weltangebot (RS) unter Einbezug der übrigen Welt und derer relativen Marktangebotskurven ab.

- Die Nachfrage in der Volkswirtschaft wird durch die Präferenzen der Konsumenten beschrieben und leitet die relative Weltnachfrage (RD) unter Einbezug des Auslands und derer Marktnachfragekurven ab.

- Vereinfachungshalber gehen wir von einem Nachfrager aus.

## Transformationskurve
Alle Produktionsmöglichkeiten einer Volkswirtschaft werden durch eine Transformationskurve dargestellt. Entlang dieser Kurve sind diverse Produktionskombinationen möglich. Die Volkswirtschaft kann sich zum einen dazu entscheiden, nur das Importgut zu produzieren, nur das Exportgut zu produzieren oder eine Kombination dazwischen. Vorliegend produziert die Volkswirtschaft beide Güter. In der Regel verläuft diese Kurve konkav.

## Auswirkungen von exportorientierten Wachstum

### Transformationskurve
Durch den wirtschaftlichen Wachstum verschiebt sich die Transformationskurve nach außen.
Vorliegend verschiebt sie sich stärker in Richtung des Exportgutes als zum Importgut. Dieses wird auch als einseitiges Wachstum in Richtung des Exportgutes bezeichnet.
Folglich erhöht sich die Produktion, bei gegebenem Preisverhältnis, des Exportgutes und die des Importgutes sinkt.

Verschiebung der Transformationskurve verstärkt in Richtung des Exportgutes

### Weltangebot
Bedingt durch die Erhöhung der Produktion des Exportgutes innerhalb der Volkswirtschaft, im Vergleich zum Importgut, steigt das relative Weltangebot.  Bei sonst konstanten Bedingungen führt dies zu einer Rechtsverschiebung der Kurve des relativen Marktangebots.

### Relativer Preis
Auf Grund der Veränderung im Standardmodell des Außenhandels (relatives Weltangebot), wie oben beschrieben, sinkt der relative Preis des Exportgutes im Welthandelsgleichgewicht.

Verschiebung des relativen Weltangebots und neuer relativer Gleichgewichtspreis

### Terms of Trade
Die Terms of Trade (reale Tauschverhältnisse) verschlechtern sich wegen der Senkung des relativen Preises des Exportgutes im Inland. Wohingegen im Ausland die Terms of Trade steigen.

### Wohlfahrt
Eine Senkung des Terms of Trade im Inland führt ebenso zu einer Verschlechterung der Wohlfahrt im Inland.

### Wachstum der Volkswirtschaft
Im Extremfall könnte theoretisch eine extreme Erhöhung des exportorientierten Wachstums zu einer so starken Senkung des Terms of Trade führen, dass es im Endeffekt der Volkswirtschaft „schlechter ginge als ohne jedes Wachstum“. Diesen Ausnahmefall nennt man Verelendungswachstum.

## Beispiel
Auf dem Weltmarkt existieren zwei Volkswirtschaften, die je zwei Güter produzieren, mit folgenden Daten:
| Name der Volkswirtschaft | produziertes Gut 1 | produziertes Gut 2 |
| ------------------------ | ------------------ | ------------------ |
| X                        | Automobile         | Lebensmittel       |
| Y                        | Lebensmittel       | Automobile         |

Gemäß den Voraussetzungen des Standardmodells des Außenhandels exportiert die Volkswirtschaft X Automobile an die Volkswirtschaft Y, da in der Volkswirtschaft X eine Verfahrensinnovation hinsichtlich der Produktionsanlagen der Automobilproduktion erfolgt ist. Demzufolge erhöht sich die Produktivität der Automobilproduktion. Und diese Volkswirtschaft bevorzugt somit verstärkt die Produktion von Automobilen im Vergleich zur Lebensmittelproduktion, bei einem gleichbleibenden Preisverhältnis.
Folglich liegt bei der Volkswirtschaft X ein exportorientiertes Wachstum hinsichtlich des Exportgutes Automobile vor.
Auswirkungen auf Volkswirtschaft X:
| Auswirkung auf...         | Veränderung                                          |
| ------------------------- | ---------------------------------------------------- |
| Transformationskurve      | verschiebt sich verstärkt in Richtung der Automobile |
| relative Weltangebot (RS) | ↑ Verschiebung der RS nach rechts                    |
| relative Preis            | ↓                                                    |
| Terms of Trade            | ↓ durch Senkung des relativen Preises                |
| Wohlfahrt                 | ↓ durch Verschlechterung der Terms of Trade          |